# النزاعات الحدودية الصينية الروسية
كانت النزاعات الحدودية الصينية الروسية (1652-1689) سلسلة من المناوشات المتقطعة بين سلالة تشينغ الحاكمة، بمساعدة من سلالة جوسيون الكورية، وروسيا القيصرية من خلال القوزاق التي حاول فيها الأخيرون وفشلوا في الحصول على الأراضي شمال نهر أمور إضافة إلى نزاعات حول إقليم أمور. بلغت الأعمال العدائية ذروتها في حصار تشينغ لحصن القوزاق الألبازين (1686) وأسفرت عن معاهدة نيرتشينسك عام 1689 التي منحت الأراضي للصين.

## الخلفية
جرى التنافس مرتين على الزاوية الجنوبية الشرقية من سيبيريا جنوب سلسلة ستانوفوي بين روسيا والصين. من الناحية الهيدرولوجية، تفصل مجموعة ستانوفوي الأنهار التي تتدفق شمالًا نحو القطب الشمالي عن تلك التي تتدفق جنوبًا باتجاه نهر أمور. من الناحية البيئية، المنطقة هي الطرف الجنوبي الشرقي للغابة الشمالية في سيبيريا مع بعض المناطق الصالحة للزراعة. اجتماعيًا وسياسيًا، منذ نحو عام 600 قبل الميلاد، كانت الطرف الشمالي من العالم الصيني المانشوي. ادعت العديد من السلالات الصينية حقًا في السيادة، وبنت قلاعًا وجمعت خراجًا حين كانت تمتلك قوة كافية. شيدت اللجنة العسكرية الإقليمية لأسرة مينغ نورغان حصنًا على الضفة الشمالية لأمور في إيغون، وأسست مقعدًا إداريًا في تيلين، صور الحديثة، أعلى نيكولايفسك نا أمور.
بدأ التوسع الروسي في سيبيريا مع غزو خانية سيبير في عام 1582. بحلول عام 1643 وصلوا إلى المحيط الهادئ في أوخوتسك. شرق نهر ينيسي لم يكن هناك سوى القليل من الأراضي الصالحة للزراعة، باستثناء داوريا، الأرض الواقعة بين سلسلة ستانوفوي ونهر أمور الذي كان يخضع ظاهريًا لسلالة تشينغ.
في عام 1643، وصل المغامرون الروس إلى مجموعة ستانوفوي، إلا انه بحلول عام 1689 أرغمتهم سلالة تشينغ على الانسحاب. كان ما يقارب 9000 دوري يعيشون في تلك الأرض على نهر زيا، إضافة إلى 14000 دوتشري في اتجاه مجرى النهر وعدة آلاف من التنغوس ونيفكس تجاه مصب النهر. كان إيفان موسكفيتين وماكسيم بيرفليف أوائل الروس الذين سمعوا بدوريا نحو عام 1640.
في عام 1859\1860 ضمت روسيا المنطقة وسرعان ما امتلأت بالسكان الروس.[بحاجة لمصدر]

## الجدول الزمني

### 1639-1643: حملة تشينغ ضد الحكام الأصليين
- ديسمبر 1639- مايو 1640: المعركة الأولى – القادة الأصليون وسلالة تشينغ: معركة غوالار: بين فوجين من مانشو وسرية من 500 سولوني ودوري[7] بقيادة الزعيم السولوني الإيفنكي بومبوغور في حين بقي القائد الأصلي الثاني بارداسي على الحياد.
- سبتمبر 1640: المعركة الثانية – القادة الأصليون وسلالة تشينغ: معركة ياسكا: بين السكان الأصليين (سولون داور أوروكين) والمانشويين.
- مايو 1643: المعركة الثالثة. خضعت القبائل الأصلية لإمبراطورية تشينغ.

### 1643-1644: فاسيلي بوياركوف
- شتاء 1643 0 ربيع 1644: استكشفت سرية من البعثة الروسية بقيادة القوزاقي فاسيلي بوياركوف مجرى نهر جينغكيري، زيا في اليوم الحاضر، وأنهار أمور. سافر فاسيلي بوياركوف من ياكوتسك جنوبًا إلى نهر زيا. ثم أبحر أسفل نهر أمور إلى مصب النهر ثم شمالًا على طول ساحل أوخوتسك، وعاد إلى ياكوتسك بعد ثلاث سنوات.[4][5][6]

### 1649-1653 ييروفي خاباروف
- 1650-1651: في عام 1649 وجد ييروفي خاباروف طريقًا أفضل إلى أعلى أمور وعاد سريعًا إلى ياكوتسك حيث نصح بإرسال قوة ضخمة لغزو الإقليم. عاد في العام نفسه وبنى مهاجع شتائية في ألبازين أقصى شمال النهر. احتل قلعة الدور ألبازين بعد إخضاع الدوريين بقيادة أرابسي. رافق الفتح الروسي لسيبيريا مذابح بسبب مقاومة السكان الأصليين للاستعمار من قبل القوزاق الروس، الذين قمعوا السكان الأصليين بعنف.[4][5][6]